# Опытное Поле (Московская область)
Опытное Поле — посёлок в Раменском муниципальном районе Московской области. Входит в состав сельское поселение Верейское. Население — 512 чел. (2010).

## География
Посёлок Опытное Поле расположен в северной части Раменского района, примерно в 12 км к северо-западу от города Раменское. Высота над уровнем моря 123 м. В 1 км к юго-западу от посёлка протекает река Пехорка. К посёлку приписаны ГСК Геолог и СНТ Фазенда. Ближайший населённый пункт — деревня Михнево.

## История
До муниципальной реформы 2006 года посёлок входил в состав Быковского сельского округа Раменского района.
С 1 января 2025 года посёлок включен в состав городского округа Люберцы.

## Население
| 2002 | 2010 |
| ---- | ---- |
| 480  | ↗512 |

По переписи 2002 года в посёлке проживало 480 человек (211 мужчин, 269 женщин).